# Patrologie
De patrologie (Grieks: leer van de vaders) is een hulpwetenschap van de katholieke theologie, die het leven en de geschriften van de kerkvaders bestudeert. De patrologie probeert de betekenis van de persoon voor de geloofsleer en de ontwikkeling van de geloofsleer te verduidelijken.
De biografie van de kerkvaders, de kritische vaststelling van de authenticiteit en van de oorspronkelijke tekst van hun werken, de analyse en typering van de inhoud ervan, en ook de bestudering van de taal en de stijl van de auteurs zijn de belangrijkste onderdelen van de patrologie.
In tegenstelling tot de patrologie bestudeert de patristiek alle vroeg-christelijke auteurs en niet alleen degenen die door de kerk als kerkvader erkend zijn. Het gaat daarbij om hun theologische teksten en de interpretatie daarvan binnen de theologie. Vaak vormt tekstkritiek een centraal bestanddeel van de patristiek. De patristiek bestudeert ook de vroegste christelijke auteurs en neemt haar uitgangspunt niet in het leergezag van de kerkvaders, zoals de patrologie dat wel doet.
De term patrologie kwam vooral in zwang door de 19e-eeuwse herdruk van uitgaven van de werken der kerkvaders uit de 17e en 18e eeuw in de Patrologiae cursus completus van Jacques Paul Migne, in drie onderreeksen met elk tientallen delen, de Patrologia Latina, Patrologia Graeca en de Patrologia Syriaca. Deze uitgaven zijn inmiddels voor een aanzienlijk deel opgevolgd door moderne tekstkritische edities in bijvoorbeeld het Corpus Scriptorum Ecclesiasticorum Latinorum, het Corpus Christianorum en de Sources Chrétiennes.